# Xylophanes monzoni
Xylophanes monzoni là một loài bướm đêm thuộc họ Sphingidae. Nó được tìm thấy ở Guatemala.
Chiều dài cánh trước khoảng 41 mm. Nó tương tự như Xylophanes falco, nhưng nhìn chung lớn hơn.